# Pierre Boncompagni

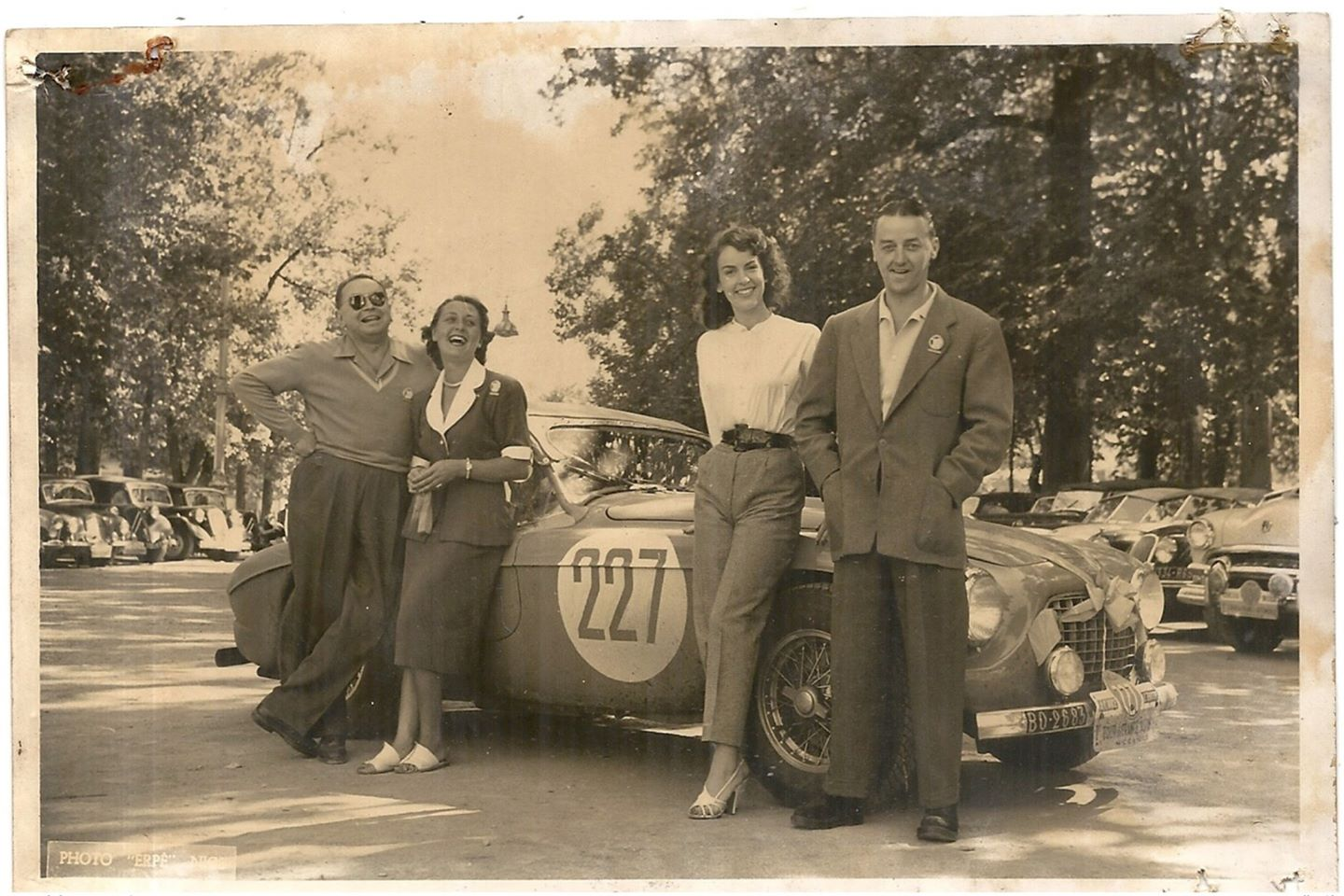
Pierre Boncompagni (links außen) nach seinem Sieg bei der Tour de France für Automobile 1951

Pierre Boncompagni (* 19. Mai 1913 in Nizza; † 7. Juni 1953 in der Nähe von Hyères) war ein französischer Autorennfahrer, der seine Rennen auch unter dem Pseudonym Pierre Pagnibon bestritt.

## Karriere
Pierre Boncompagni wurde als Sohn italienischer Einwanderer in Südfrankreich geboren. Kurz nach dem Zweiten Weltkrieg begann der vermögende Franzose mit dem Motorsport. Er gründete einen eigenen Rennstall, die Ecurie Nice, und erwarb einen Talbot T150C. Mit dem Talbot trat er erfolgreich bei Bergrennen an und wurde 1950 Vierter beim Coupe du Salon in Montlhèry. Seinen ersten Rennsieg feierte er im Jänner 1951, als er auf einem Cisitalia den Großen Preis von Agadir gewann. Im Frühjahr 1951 erwarb er von Luigi Chinetti einen Ferrari 212 Export der forthin den Talbot als Einsatzfahrzeug ersetzte. Ende des Jahres feierte er mit dem Gesamtsieg bei der Tour de France für Automobile seinen ersten großen internationalen Erfolg.
Die Saison 1952 wurde zum erfolgreichsten Jahr in der Karriere von Boncompagni. Mit dem Ferrari siegte er beim Coupe de Vitesse in Montlhéry, beim Coupe de Printemps, der ebenfalls in Montlhéry ausgefahren wurde, und bei einem Straßenrennen in Bordeaux. Auch beim Großen Preis von Monaco dieses Jahres war er am Start. 1952 war die Veranstaltung nicht als Formel-1-Rennen, sondern als Wertungslauf für Sportwagen ausgeschrieben. Im Training hatte Luigi Fagioli einen schweren Unfall und starb wenige Tage später in einem Krankenhaus. Am Rennwochenende – 1. und 2. Juni 1952 – wurden zwei Rennen ausgefahren. Am Samstag gingen Rennfahrzeuge bis zu 1,5-Liter-Hubraum auf die Strecke (Fagioli verunglückte in einem Lancia Aurelia B20) und nach 65 Runden ging Robert Manzon auf einem Gordini T15 als Sieger durchs Ziel. Der Sonntag war den großen Sportwagen vorbehalten. Boncompagni pilotierte einen Ferrari 225S und wurde hinter Vittorio Marzotto, Eugenio Castellotti, Clemente Biondetti und Jean Lucas – allesamt fuhren Ferrari 225S – Fünfter in der Gesamtwertung.
Diese Erfolge erregten die Aufmerksamkeit von Enzo Ferrari, der dem Franzosen für das 24-Stunden-Rennen von Le Mans ein Cockpit in seiner Werksmannschaft anbot. Sein Teampartner war der US-Amerikaner Tom Cole, der ein Jahr später in Le Mans tödlich verunglückte. Die beiden fuhren einen Ferrari 225S Berlinetta, der nach elf Stunden Fahrzeit mit einem Defekt an der Zündung abgestellt werden musste.
Vor Ablauf der Rennsaison war er wie im Vorjahr bei der Tour de France für Automobile am Start. Nach 5338 Kilometern und sieben Wertungsprüfungen musste er sich mit seinem Beifahrer Alfredo Maccievaldo nur dem Ehepaar Gignoux auf einem DB 750 geschlagen geben.
1953 ersetzte er den 225S durch einen Ferrari 340MM, ein ehemaliger Werkswagen. Mit dem neuen Boliden gewann er im Mai 1953 das 3-Stunden-Rennen von Algerien und erneut den Coupe de Printemps.

## Tod in Hyères
Bocmompagni verunglückte am 7. Juni 1953 beim 12-Stunden-Rennen von Hyères tödlich. Nachdem er in Führung liegend gerade die schnellste Rennrunde gefahren war, verlor er auf der regennassen Straße die Kontrolle über den Ferrari und prallte gegen eine Streckenbegrenzung. Er starb noch an der Unfallstelle.

## Boncompagni und seine Fahrzeuge
Der Talbot 150C, mit der Franzose seine ersten Rennen bestritt, wurde 1939 als einer von nur drei hergestellten Coupés vom französischen Karosseriehersteller Pourtout karossiert. Der Wagen mit der Fahrgestellnummer 90120 wurde 1939 gebaut aber erst 1944 fertiggestellt. Ein deutscher Offizier erwarb den Wagen noch während der deutschen Besatzung Frankreichs und verkaufte in nach dem Ende des Krieges an Boncompagni. Nach dessen Tod wurde der Wagen an einen Sammler abgeben und war lange Teil der Locke Collection. 2008 wurde der 150C SS Pourtout von der Familie Locke zur Versteigerung gebracht. Über das Auktionshaus Bonhams & Brooks fand der Wagen 2008 im Monterey zum Preis von 4,4 Millionen US$ einen neuen Besitzer.
Der Ferrari 212 Export, den Boncompagni von Luigi Chinetti übernahm, ist er einzige 212 Export mit einer sogenannten Tuboscocca-Karosserie. Der Wagen mit der Fahrgestellnummer 0141/T ging nach Boncompagni durch mehrere Schweizer Sammlerhände, ehe er nach Italien verkauft wurde. Bei einer Auktion in Pebble Beach wurde der Wagen 1999 um 500.000 US$ versteigert.
Auch der Ferrari 340MM des Franzosen hat eine besondere Geschichte. Fahrgestell 0268AM gab sein Renndebüt unter Giuseppe Farina bei der Mille Miglia 1953. Boncompagni hatte mit dem Wagen seinen tödlichen Unfall. Der Neuaufbau erfolgte im Werk von Ferrari, danach wurde der Wagen an Luigi Chinetti verkauft. Auch dieses Fahrzeug ging durch mehrere Eigentümerhände und wurde 2005 um 3,1 Millionen US$ versteigert.

## Statistik

### Le-Mans-Ergebnisse
| Jahr | Team             | Fahrzeug                | Teamkollege | Platzierung | Ausfallgrund          |
| ---- | ---------------- | ----------------------- | ----------- | ----------- | --------------------- |
| 1952 | Scuderia Ferrari | Ferrari 225S Berlinetta | Tom Cole    | Ausfall     | Defekt an der Zündung |